# Pontonjärparken

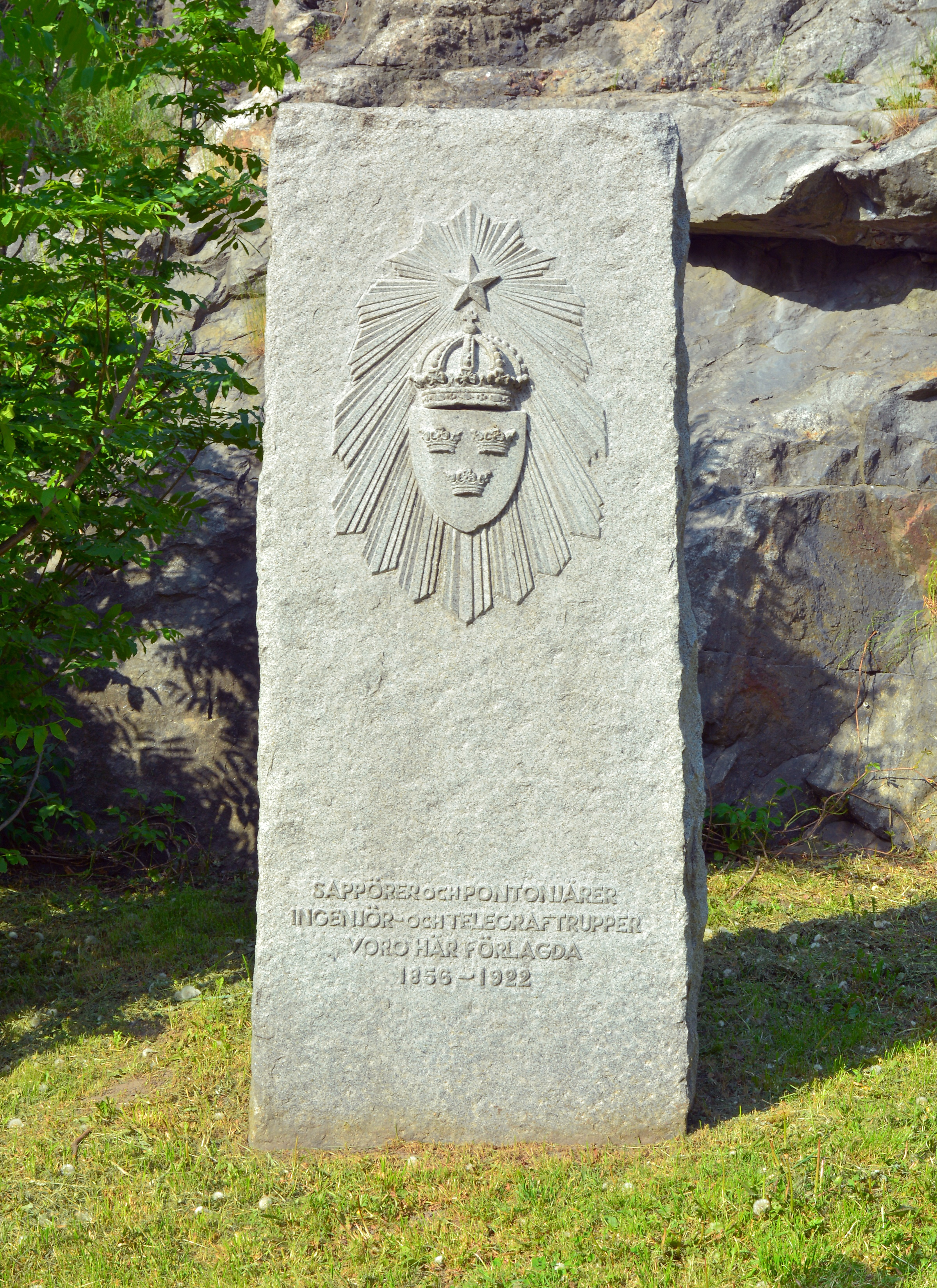
Minnessten rest 1935 över det militära regemente som tidigare låg i det som idag är parkområde.

Pontonjärparken är en park i centrala Kungsholmen i Stockholm vars namn kan härledas till Pontonjärbataljonen som 1856–1922 var stationerad i området.
Pontonjärbataljonen var ett ingenjörsförband vars främsta uppgift låg i att bygga broar och vägar, sprängningar, blockeringar men även minering. Ned mot det som idag kallas Norr Mälarstrand låg kaserner, officersmäss, kasernvakter, ridhus, stall, förråd och smedja. 1922 revs de gamla byggnaderna för att skapa plats för nya bostäder.

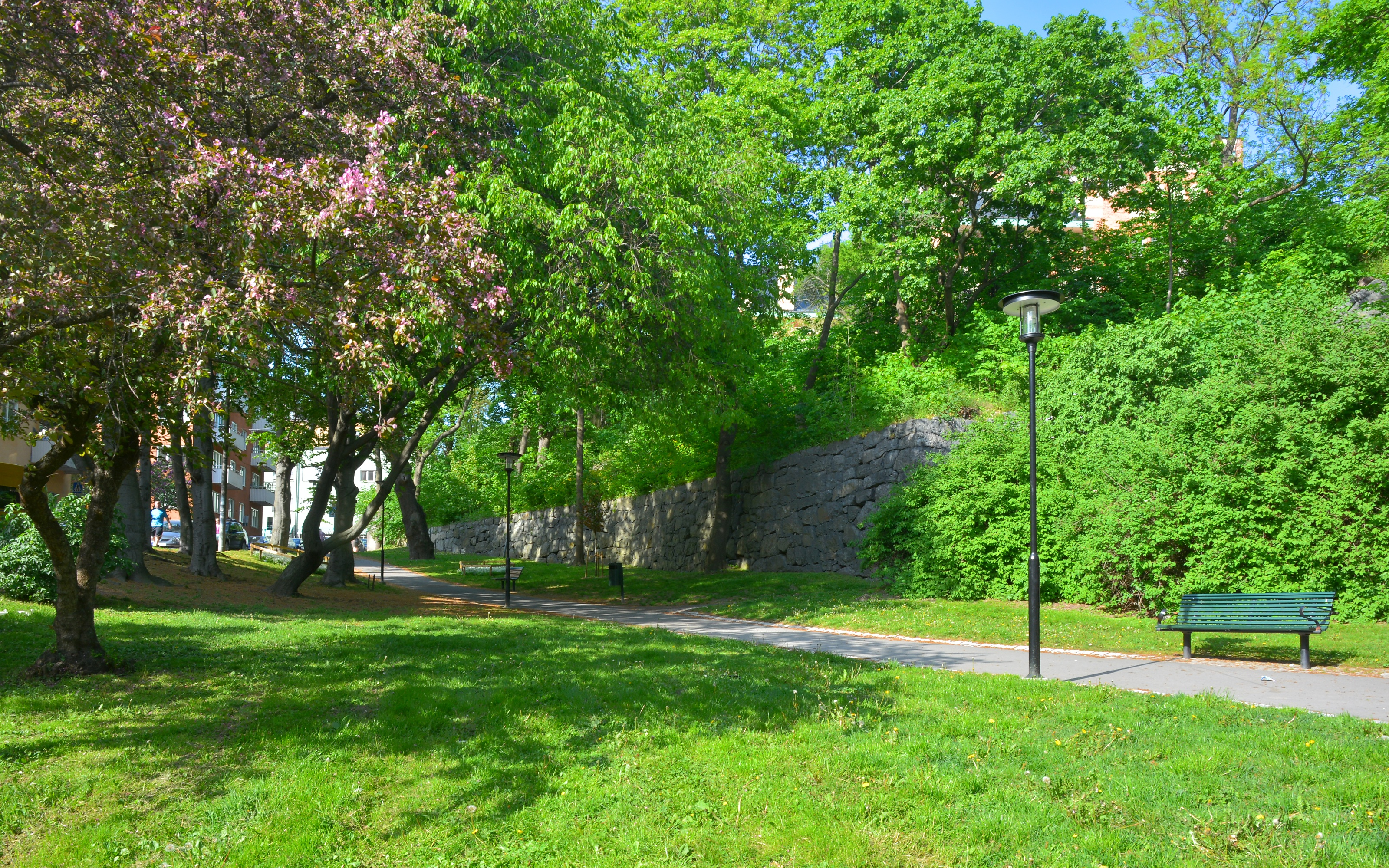
Parkens norra arm mellan Baltzar von Platens gata och Kungsholmens gymnasium.